# اسپیس‌شیپ یک
فضاپیمای یک (به انگلیسی: SpaceShip One) نام یک فضاپیمای تجاری سرنشین‌دار ساخت اسکیلد کامپوزیتس است که ارسال گردشگر فضایی به مدار زمین را به عهده خواهد داشت.
این فضاپیما جایزه ایکس انصاری را در سال ۲۰۰۴ گرفت.

## نگارخانه

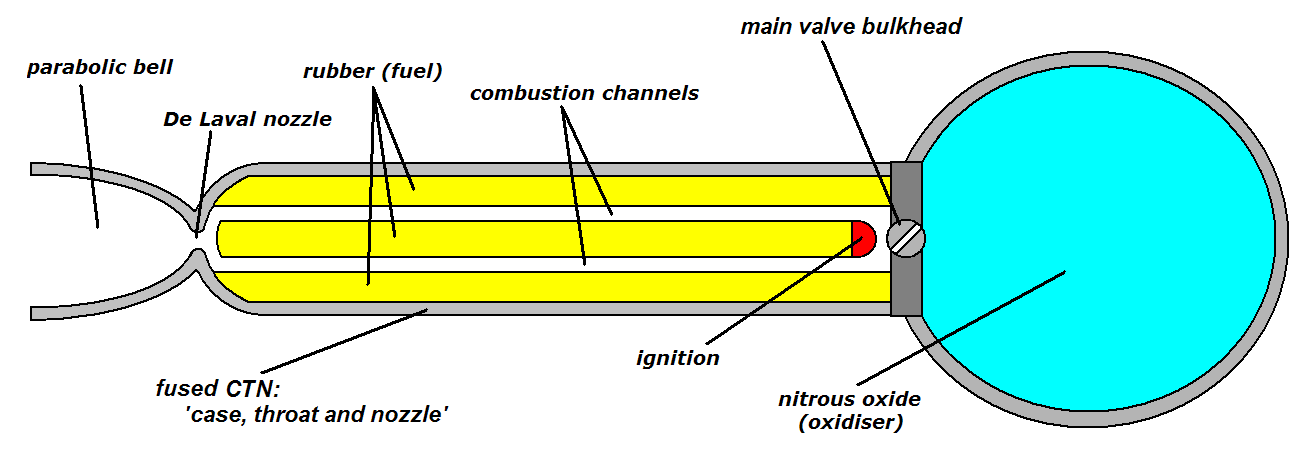
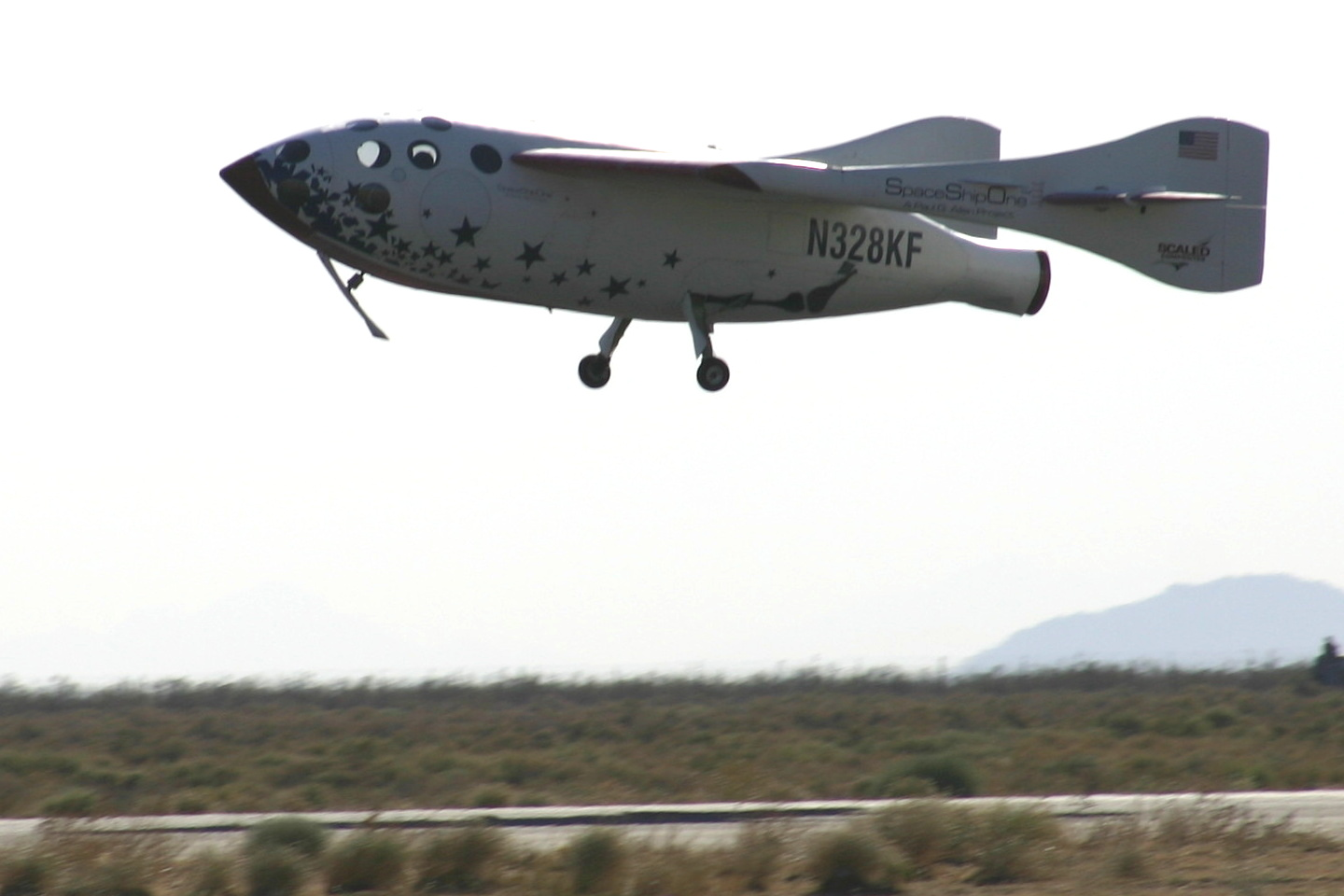
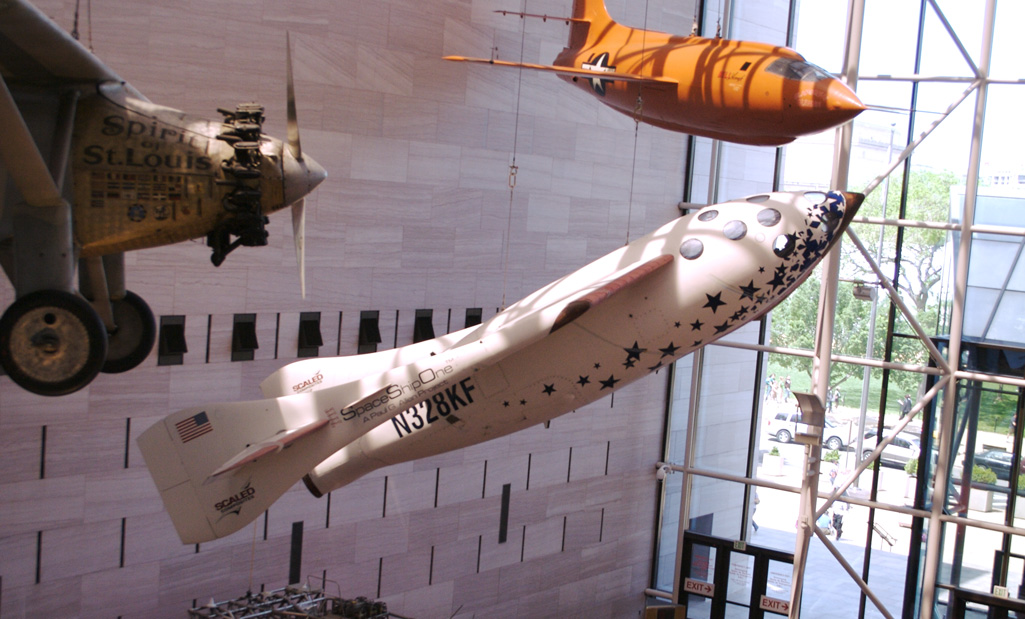
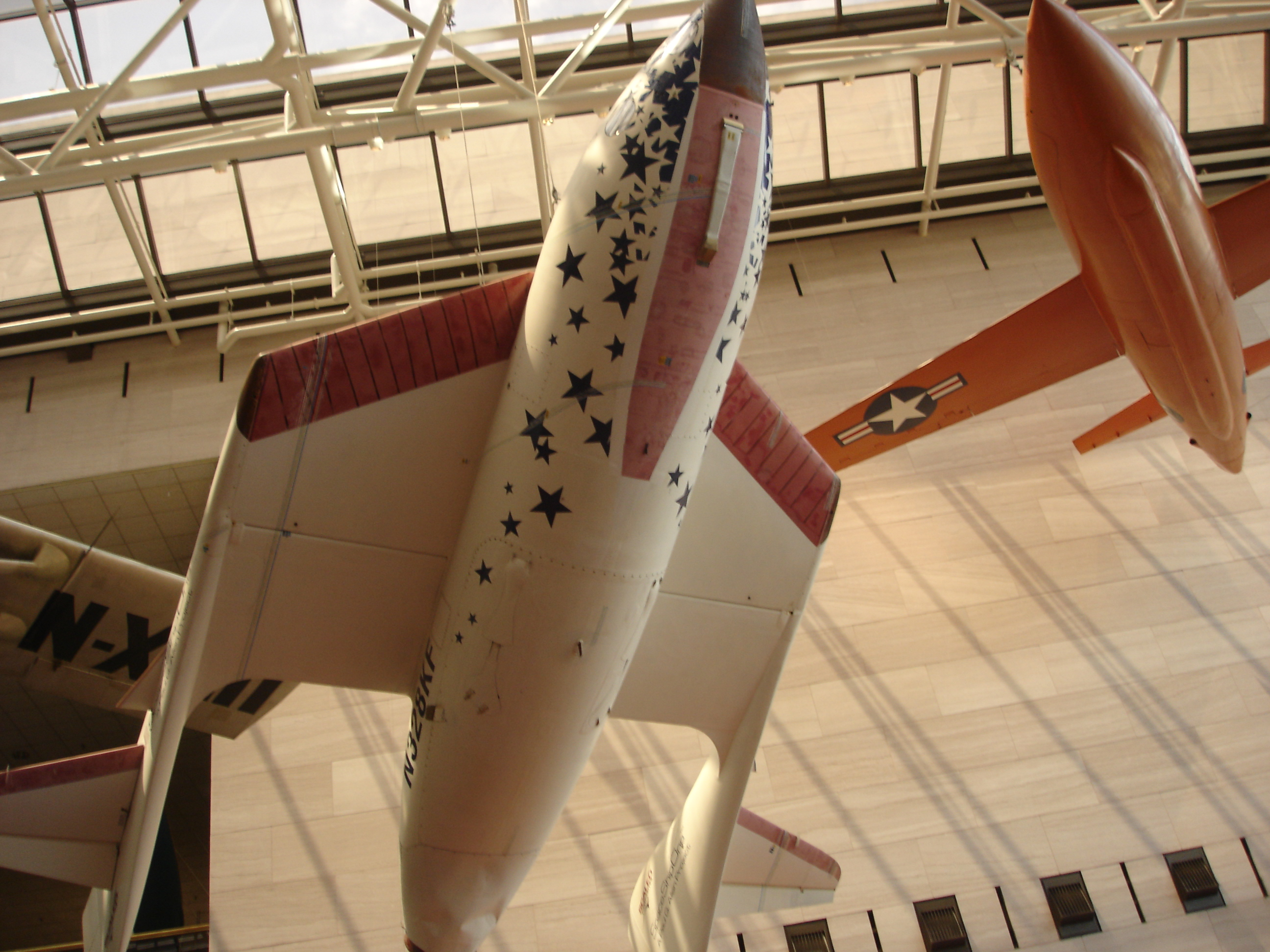